# Kruisbladwalstro-associatie
De kruisbladwalstro-associatie (Urtico-Cruciatetum) is een associatie uit het verbond van look-zonder-look (Galio-Alliarion). De associatie omvat hoofdzakelijk eutrafente zoomvegetatie.

## Naamgeving en codering
| Urtico-Cruciatetum laevipedis Dierschke 1973 |

- Syntaxoncode voor Nederland (rVvN): r34Aa03
- BWK-karteringscode: hr
- Natura2000-habitattypecode (EU-code): H6430C

De wetenschappelijke naam Urtico-Cruciatetum is afgeleid van de botanische namen van respectievelijk grote brandnetel (Urtica dioica) en kruisbladwalstro (Cruciata laevipes).

## Fysiognomie

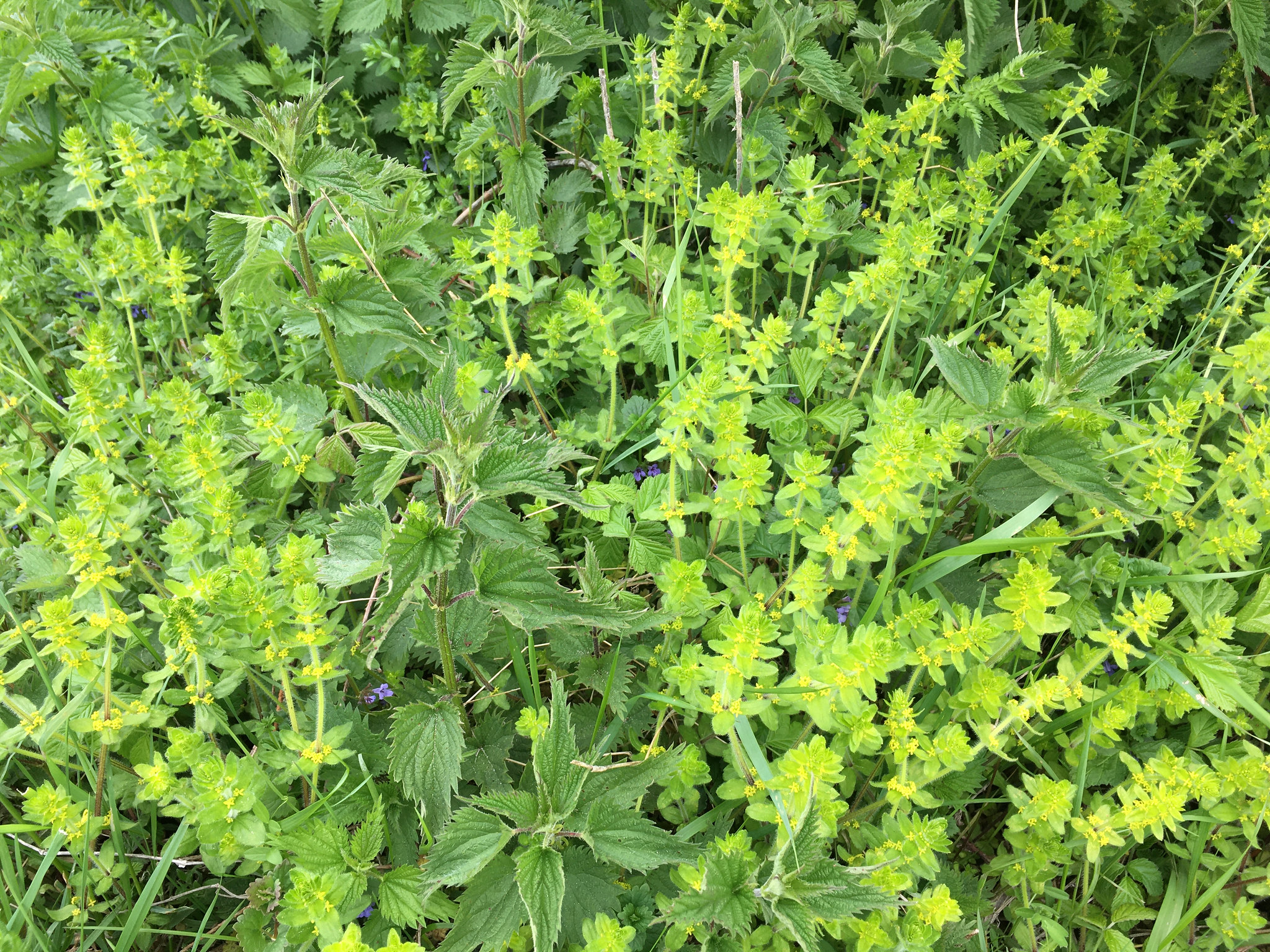
Close-up van de associatie met beide naamgevende soorten op de voorgrond.

De kruisbladwalstro-associatie is fysiognomisch behoorlijk variabel, maar wordt vooral gekarakteriseerd door kruisbladwalstro. De associatie omvat ruigten en graslanden.

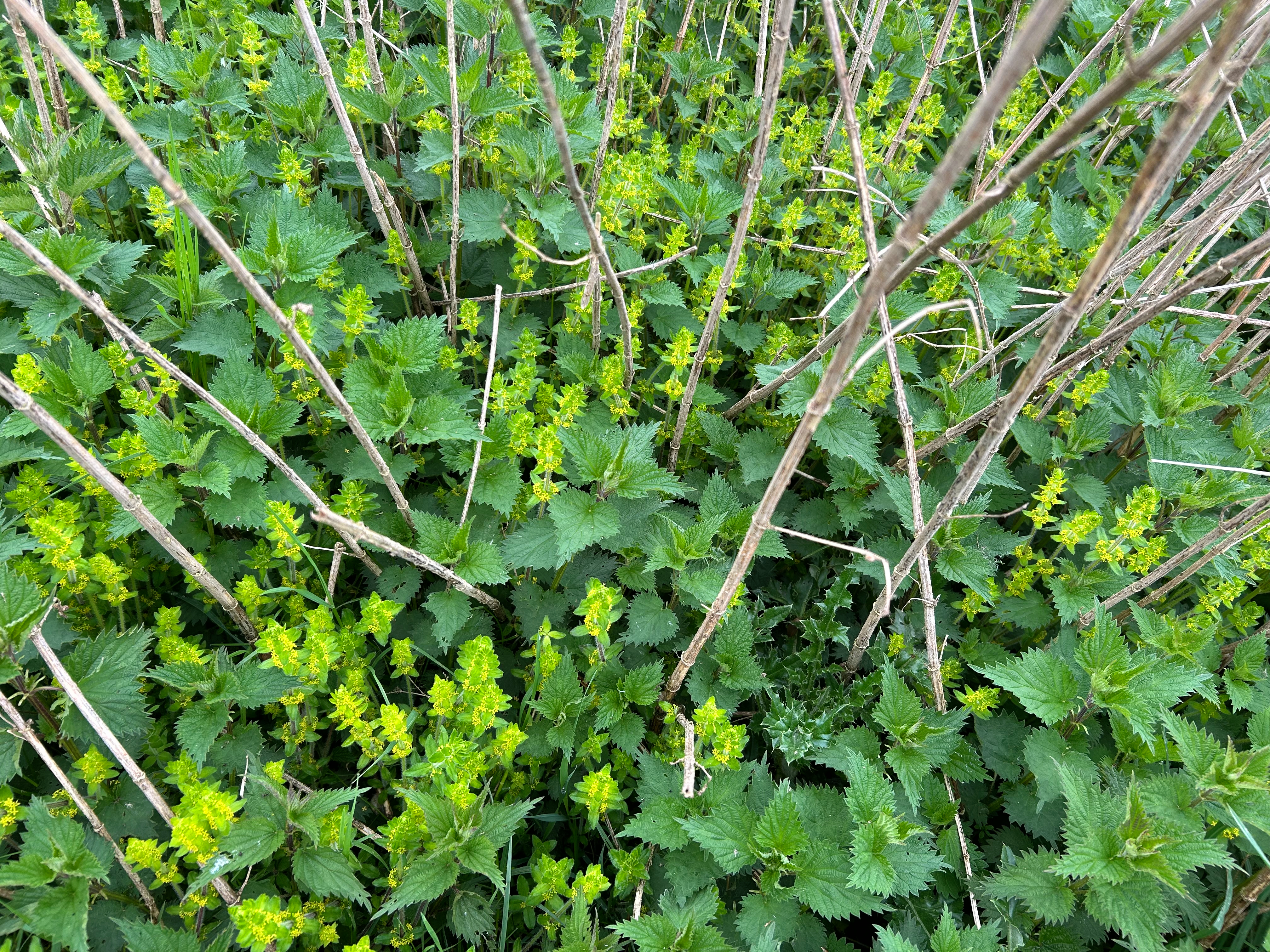
Afgestorven stengelresten van grote brandnetel (uit het voorgaande jaar) kunnen nog lang blijven staan, en laten in dit voorjaarsaspect zien hoe hoog deze ruigtegemeenschap kan worden in de zomer.

## Ecologie
De kruisbladwalstro-associatie komt voor op meso-eutrofe tot eutrofe, humeuze, matig droge tot lichtvochtige bodems. Het kan gaan om zowel zand-, leem-, löss- en niet te zware kleigrond. In volledig natuurlijke landschappen treedt deze gemeenschap vooral op in open plekken van loofbossen en -struwelen op rivieroeverwallen en oude stroomruggen.

## Subassociaties in Nederland en Vlaanderen
De kruisbladwalstro-associatie kent in Nederland en Vlaanderen twee subassociaties. 
- subassociatie met look-zonder-look (Urtico-Cruciatetum alliarietosum)
- subassociatie met grote vossenstaart (Urtico-Cruciatetum alopecuretosum)

## Vegetatiezonering
In de vegetatiezonering kan de kruisbladwalstro-associatie contactgemeenschappen vormen met een relatief groot aantal andere syntaxa. Vaak treedt de kruisbladwalstro-associatie op als zoomvegetatie langs gemeenschappen uit de klasse van doornstruwelen of de klasse van eiken- en beukenbossen op voedselrijke grond. Soms staat de associatie ook in contact met (andere) zomen, van de marjolein-klasse.

## Verspreiding
Het verspreidingsgebied van de kruisbladwalstro-associatie omvat ruwweg Zuid-, Centraal-, West- en Oost-Europa, met uitstralingen naar het Midden-Oosten. Het zwaartepunt van het verspreidingsgebied van de kruisbladwalstro-associatie ligt in Zuid-Europa. De noordgrens van het verspreidingsgebied loopt door Midden-Nederland. In Nederland is de associatie zo goed als gebonden aan het fluviatiel en Zuidlimburgs district.

## Fauna
Een opvallende verschijning die vaak in deze gemeenschap aan te treffen is, is de walstrobladmijt.

## Diagnostische taxa
In de onderstaande synoptische tabel staan de belangrijkste diagnostische taxa voor de kruisbladwalstro-associatie.
| Diagnostiek       | Triviale naam     | Botanische naam    | Opmerking |
| ----------------- | ----------------- | ------------------ | --------- |
| associatiekentaxa | kruisbladwalstro  | Cruciata laevipes  |           |
| associatiekentaxa | torenkruid        | Turritis glabra    |           |
| associatiekentaxa | stijve steenraket | Erysimum virgatum  |           |
| verbondskentaxa   | look-zonder-look  | Alliaria petiolata |           |
| klassekentaxa     | grote brandnetel  | Urtica dioica      |           |
| klassekentaxa     | hondsdraf         | Glechoma hederacea |           |
| klassekentaxa     | kleefkruid        | Galium aparine     |           |
| begeleidende taxa | dauwbraam         | Rubus caesius      |           |

## Fotogalerij

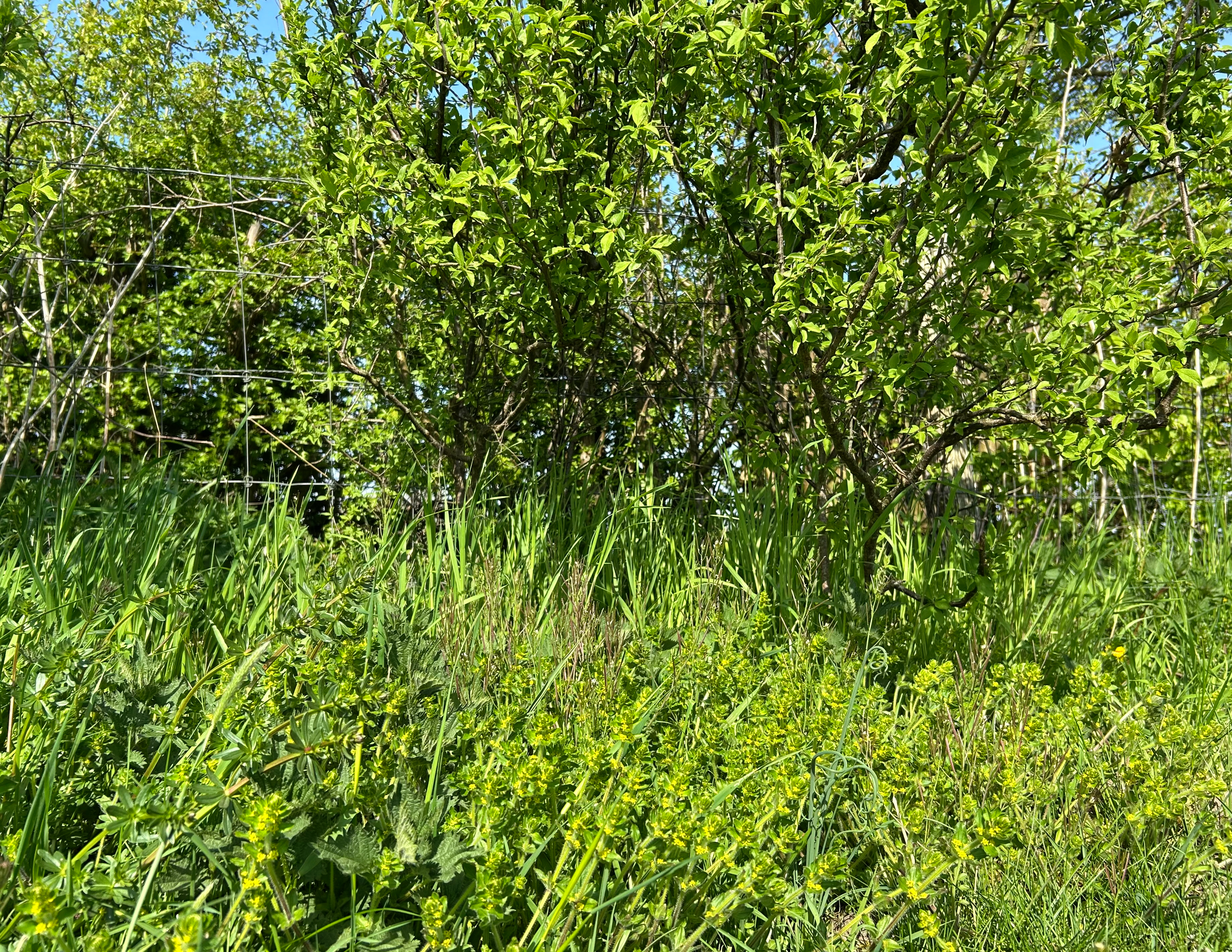
De associatie als zoom van een loofstruweel.
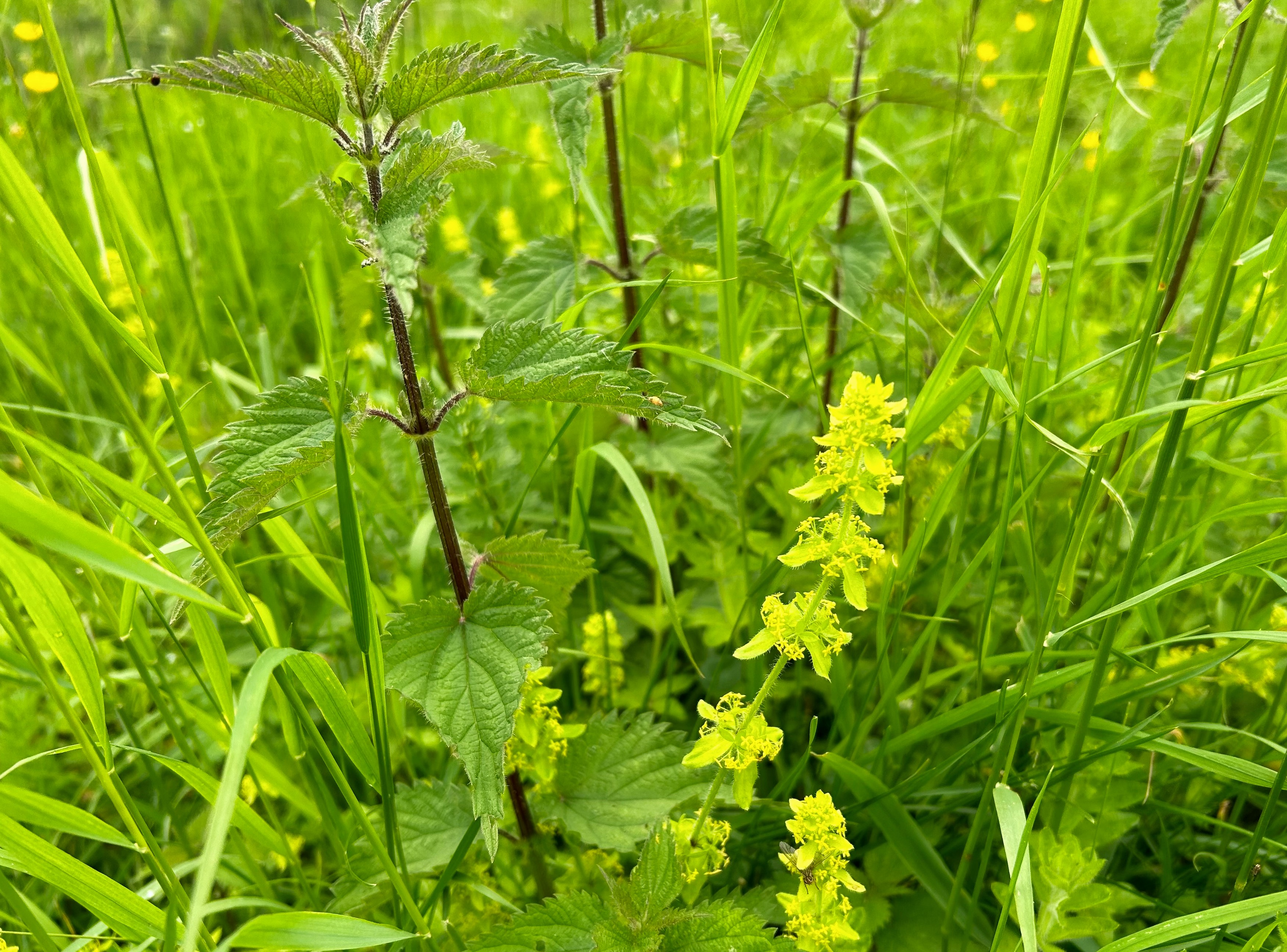
Close-up van de subassociatie met grote vossenstaart.
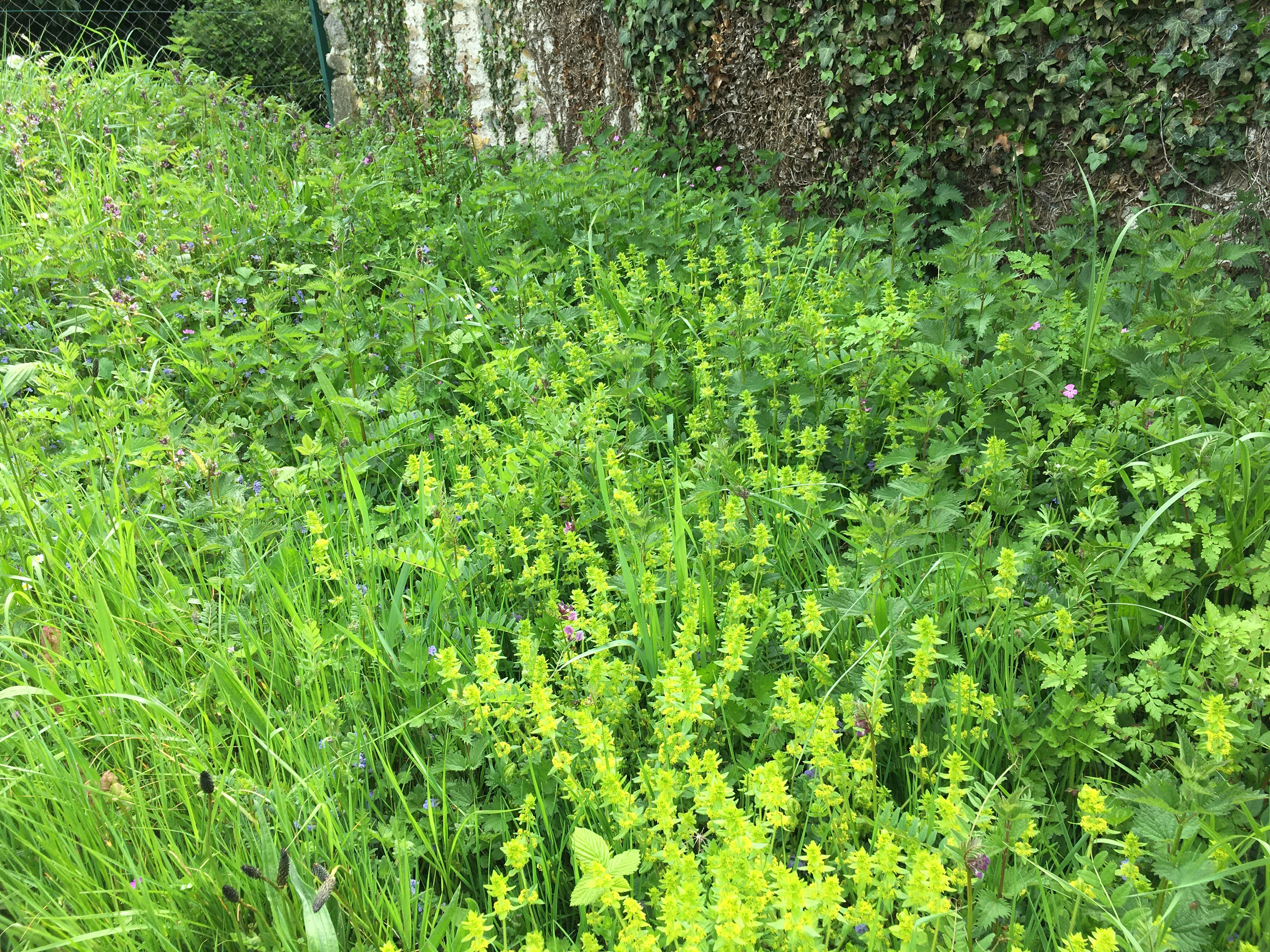
De kruisbladwalstro-associatie als zoom langs een schuur.
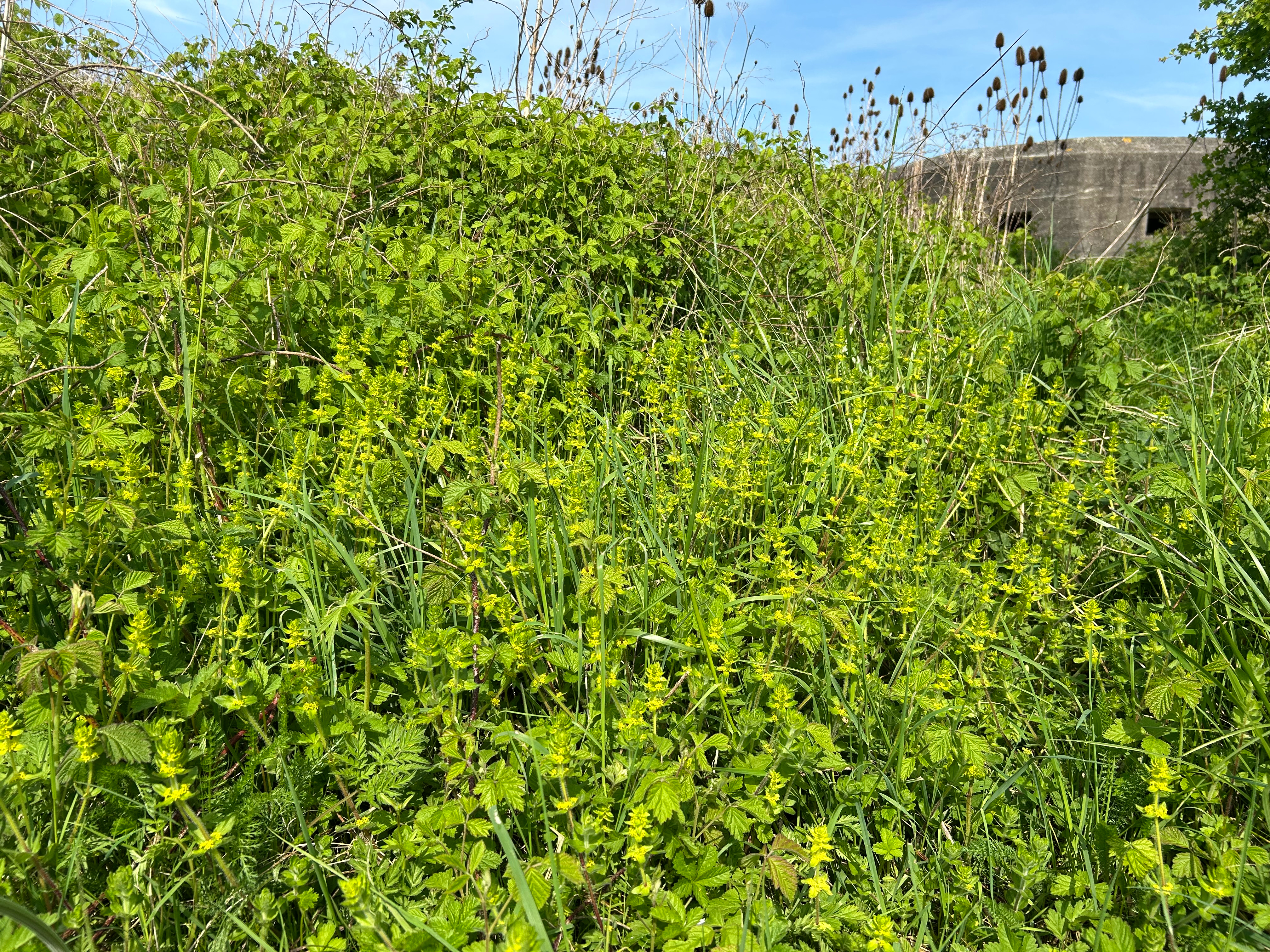
De associatie als zoom van faciës van dauwbraam.
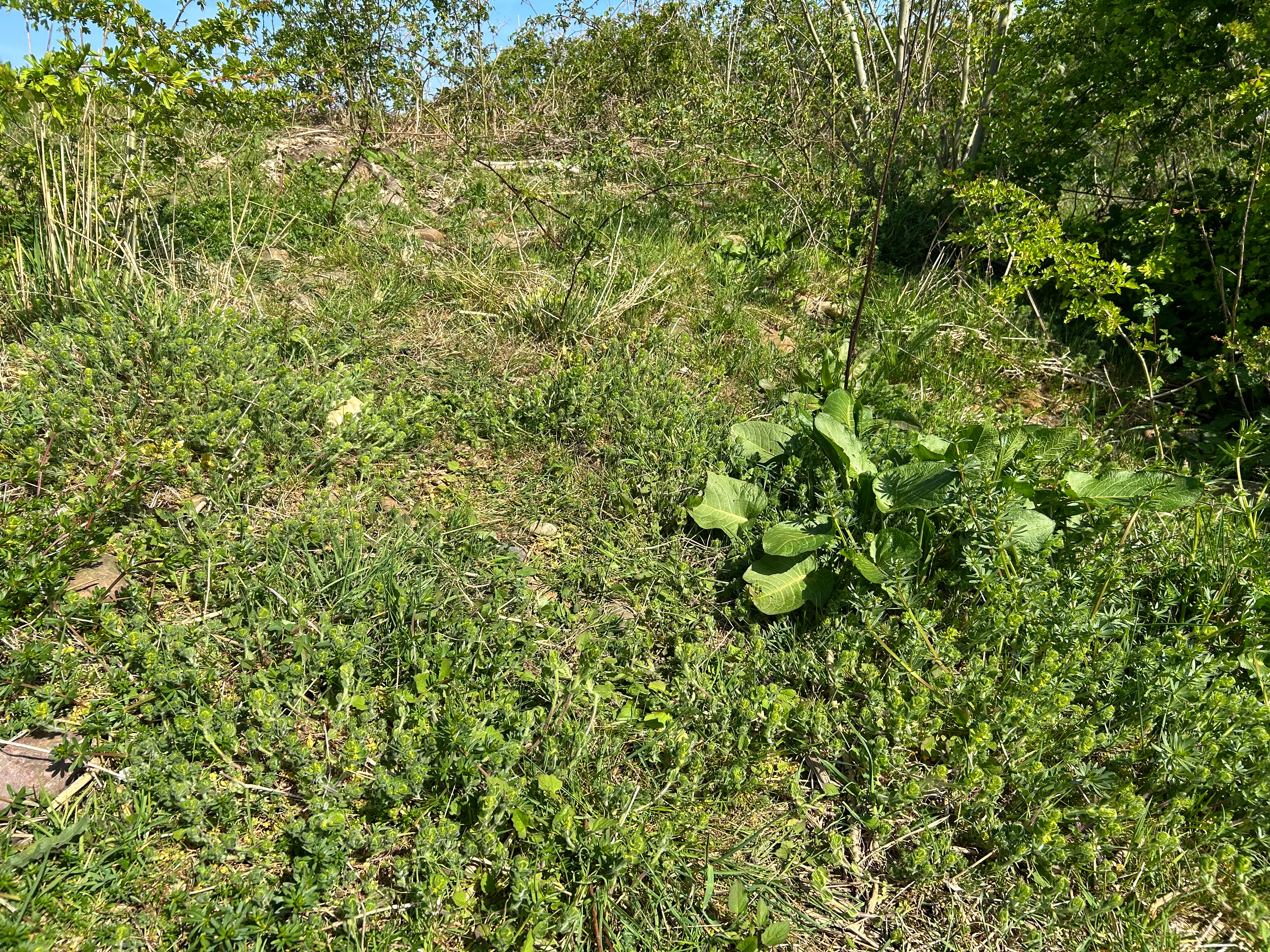
De associatie op een open plek in een doornstruweel op de oeverwal van een rivier.
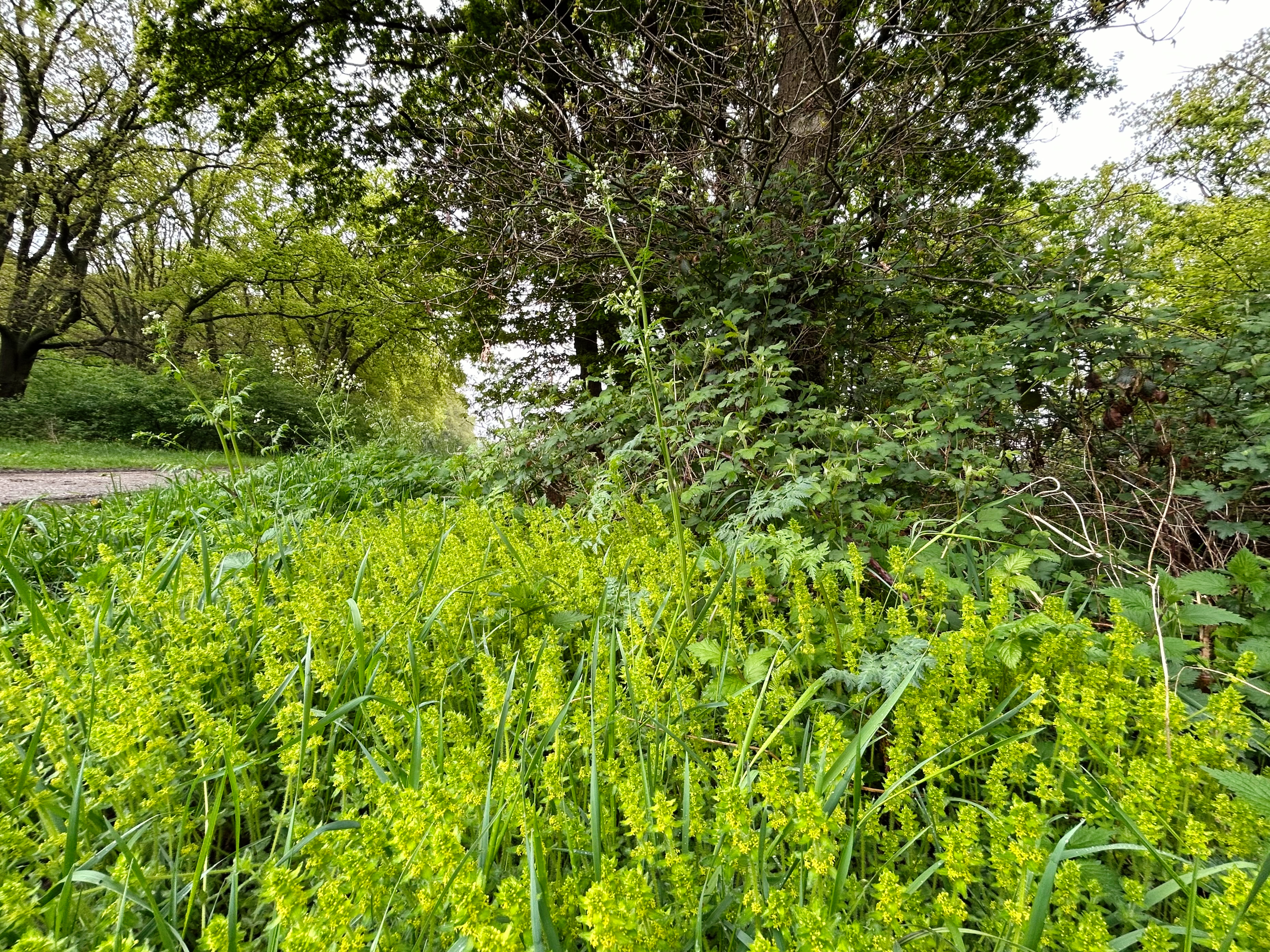